# Women of the Ku Klux Klan
Le Women of the Ku Klux Klan, connu également sous le sigle WKKK ou le nom de Women's Ku Klux Klan, est une des organisations auxiliaires de la société secrète terroriste suprémaciste blanche Ku Klux Klan, fondée en 1923 et rassemblant uniquement des femmes blanches, protestantes et non-immigrées âgées de plus de 16 ans, désignées sous le terme de Klanswomen, qui n'étaient pas autorisées à rejoindre le Ku Klux Klan en raison de leur sexe.
Les femmes du WKKK ont un programme politique proche du Klan, qui intègre racisme, ségrégationnisme, suprémacisme blanc, nationalisme, morale traditionnelle et intolérance religieuse dans la vie quotidienne mais s'en différencie par leurs stratégies principalement non violentes. Même si la plupart des femmes se concentrait sur le programme moral, civique et éducationnel du Klan, elles étaient aussi énormément impliquées dans les questions de race, de classe, d'ethnicité, de genre et de religion. Les femmes du WKKK ont également milité en faveur de réformes scolaires et sociales mais en y associant racisme et intolérance intenses.
Particulièrement actif dans les années 1920, le WKKK a existé dans chaque État des États-Unis, avec une plus importante représentation encore en Ohio, en Pennsylvanie, dans l'Indiana et dans l'Arkansas.

## Histoire

### Première vague du Ku Klux Klan
Le Ku Klux Klan est fondé en 1865 dans le Tennessee, avant de s'étendre progressivement au-delà de l'État.
Bien que les femmes ne soient alors pas des membres actifs du Klan, elles sont souvent utilisées comme un symbole de suprématie raciale et sexuelle en étant protégées par les hommes du Klan (Klansmen). Certaines femmes participent à la confection des costumes des membres du clan, et laissent même les hommes emprunter leurs propres vêtements pour s'en servir comme costumes. L'un des objectifs du Klan est alors que « les femmes, les amis, les veuves et leurs familles [soient] toujours l'objet de [son] égard et de [sa] protection », en se référant uniquement aux femmes blanches. Les femmes noires et de classes défavorisées, ainsi que certaines femmes blanches jugées de « mœurs légères » sont souvent victimes de viols et d'agressions, les Klansmen les considérant comme « manquant de vertu » .

### Fondation du Women of Ku Klux Klan et deuxième vague du KKK

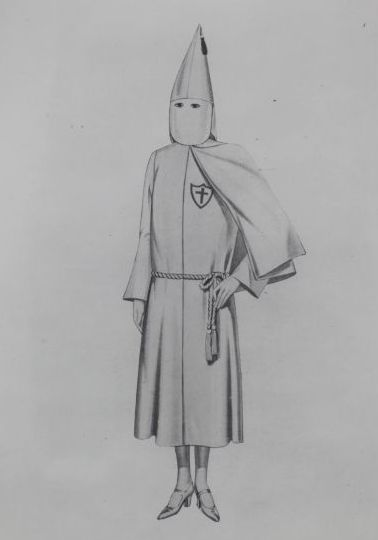
costume de Klanswoman.

Le Women of Ku Klux Klan est fondé au printemps 1921, même si sa création n'est officialisée qu'en 1923.
Le 10 juin 1923, le Women of Ku Klux Klan est formé en tant qu'organisation auxiliaire du Ku Klux Klan. Son quartier général est basé à Little Rock, dans l'Arkansas. Comme le Ku Klux Klan, il s'agissait d'une organisation anti-juive, anti-catholique, anti-immigrée et anti-noire. Elle est également en faveur du suffrage des femmes, acquis en 1920, considérant qu'il s'agit d'une méthode essentielle pour aboutir à la protection et la « purification » des pratiques politiques, morales et sociales du pays.
Bien qu'elles aient adopté des techniques non violentes contrairement à leurs homologues masculins du KKK, les femmes du WKKK pouvaient exceptionnellement faire appel à la violence. Pendant les années 1920, les femmes du WKKK ont aidé le Ku Klux Klan à s'étendre à travers tout le pays. Le WKKK fonctionnait toutefois indépendamment du KKK, tout en se joignant à lui lors de défilés et de certaines réunions.
Pour en devenir membre, il était nécessaire d'être blanche, protestante et de ne pas être immigrée. L'organisation s'étend rapidement après sa création. Quatre mois après, en novembre 1923, le Women of Ku Klux Klan rassemblait 250 000 membres et 36 états des États-Unis comportaient de chapitres locaux, tandis que le WKKK et le KKK comptaient à eux deux près de 4 millions de membres en 1925.
Le Klan s'effondre rapidement à la fin des années 1920, du fait de la crise économique, des luttes internes et de scandales financiers.

### Troisième vague du KKK
Les femmes n'ont joué qu'un rôle mineur au cours de la troisième vague, apparue à la fin des années 1960 et au début des années 1970. Les membres du KKK étaient en grande partie des hommes ruraux du Sud, qui avaient peu d'éducation et d'argent. Une grande partie de leur violence visait les Afro-Américains. Les femmes ne jouaient alors plus un rôle de premier plan une fois intégrées au Ku Klux Klan.

### Vague moderne
Une quatrième vague a émergé à la fin des années 1980. Les femmes constituaient alors des membres à part entière du Klan, pouvaient même servir en tant que leaders et provenaient d'un large éventail de classes sociales et économiques. Il s'agissait de mères, d'employées et de chômeuses. Cette vague a été principalement alimentée par des motifs économiques, raciaux et religieux.

## Doctrine
Comme le Ku Klux Klan, le Women of Ku Klux Klan adopte une vision suprémaciste blanche, patriotique et nationaliste, raciste, anti-juive et anti-catholique. La différence avec le Ku Klux Klan réside principalement dans la vision du rôle de la femme. Pour le Klan masculin, la femme est conçue comme un être vulnérable, subordonnée à l'homme, tandis que celui-ci est renvoyé comme le symbole de la masculinité blanche. Au contraire, l'idée de la vulnérabilité de la femme blanche à protéger et à associer au foyer était rejetée par le WKKK, celui-ci luttant même pour les droits de la femme, en supportant par exemple le droit de vote de celle-ci.

## Activités

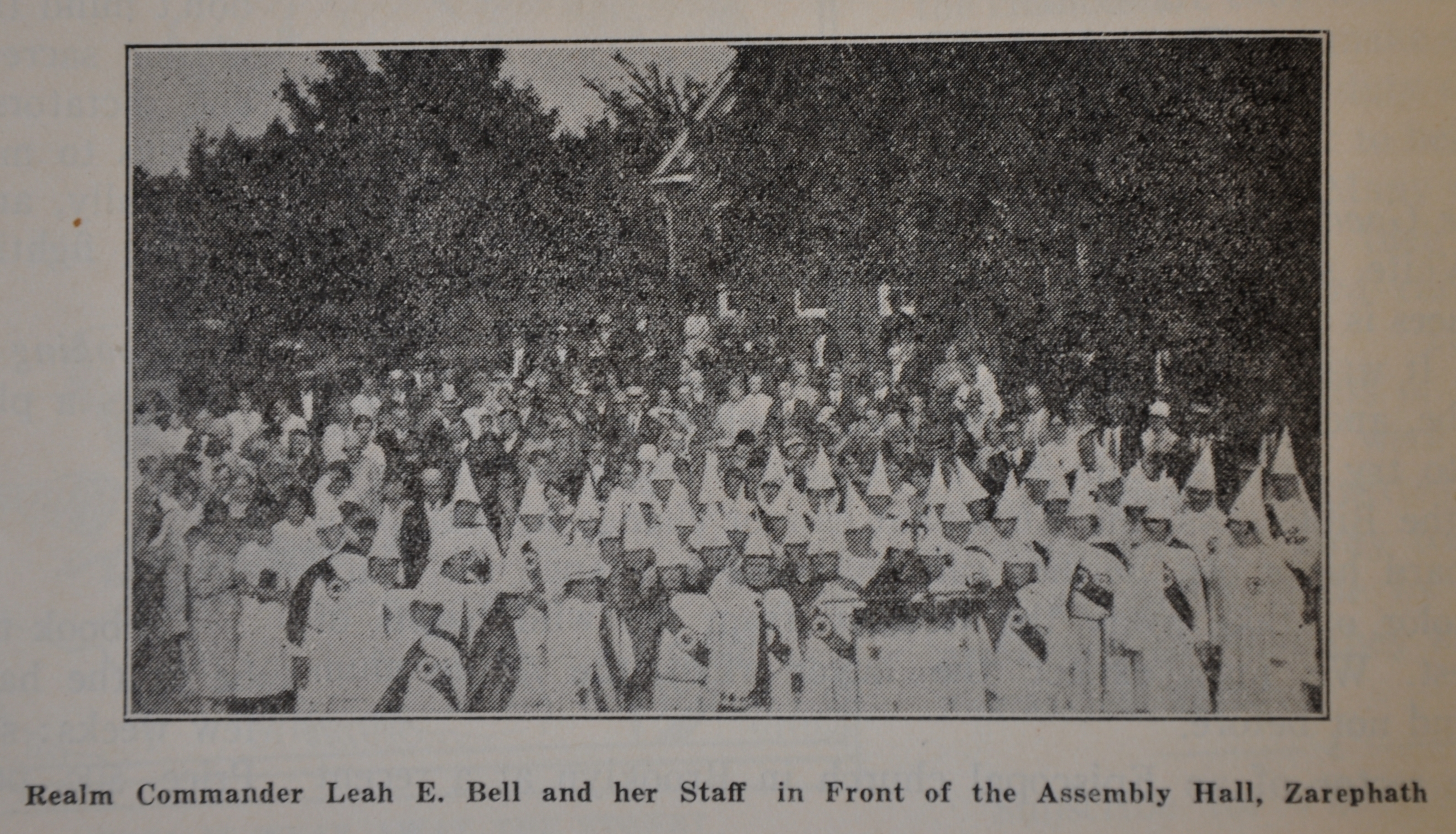
Des membres féminines du WKKK rassemblées le 31 août 1929 face à la Salle de l'Assemblée de Zarephath (New Jersey) pour un « Patriot Day » lors du rassemblement annuel du Pillar of Fire International.

Les femmes du WKKK travaillaient au renforcement de l'organisation principale, par le biais d'agressions politiques[réf. nécessaire] et du recrutement de nouveaux membres. Elles étaient chargées de justifier les violences commises par le Klan masculin.
Les Klanswomen étaient également engagées dans un certain nombre de rites, de cérémonies et de protocoles, comme des cérémonies d'initiation ou des cérémonies funéraires secrètes, ainsi que des mariages ou des baptêmes[réf. nécessaire]. Des rites destinés à intimider et à éprouver la loyauté et l'engagement des membres étaient organisés. Des rassemblements, des festivals et des défilés étaient organisés, impliquant des parades à travers les villes, la démonstration de croix enflammées, la réalisation de conférences et de discours.
En dehors de l'organisation, des boycotts de commerçants opposés au KKK étaient organisés. Les femmes des membres du Ku Klux Klan ont également travaillé à la réforme de l'école publique, en distribuant des Bibles dans les écoles, en essayant de faire renvoyer les enseignants catholiques et en siégeant dans les conseils scolaires. Les Klanswomen s'inscrivaient aussi dans le mouvement de tempérance. Pour influencer la politique, les Klanswomen agissaient en lobby électoral en distribuant des tracts négatifs sur les candidats qui n'appartenaient pas au Klan.

## Recrutement
Lors des années 1920, l'activisme était le plus fort en raison des efforts militants déployés à la même époque en faveur du suffrage des femmes. De nombreuses membres du WKKK étaient liées à des Klansmen. Certaines rejoignaient le WKKK contre la volonté de leur mari, pour lesquels leur adhésion allait à l'encontre de leur devoir d'épouse et ressemblait à une tentative destinée à augmenter leur pouvoir politique. Les femmes rejoignaient également le WKKK afin de lutter pour la préservation de leurs privilèges de protestants blancs, considérés comme menacés par l'intrusion d'électeurs afro-américains et immigrés. Le WKKK engageait également « des conférenciers, des organisateurs, et des recruteurs afin d'établir de nouvelles sections locales » où le KKK a été particulièrement florissant. Certaines publicités s'adressaient aux femmes pour leur enjoindre d'apporter leur aide dans le rétablissement de l'Amérique.
Beaucoup de femmes ont rejoint le WKKK en pensant qu'il était de leur devoir de protéger leur pays de la menace des minorités, dont les Afro-américains et les immigrants. Les femmes ne souhaitaient pas seulement se conformer à leur rôle d'épouse, de mère, de fille ou de sœur, mais voulaient aussi participer au mouvement suprémaciste blanc. Certains membres masculins du Klan recherchaient également une manière d'impliquer leurs femmes dans le mouvement, et soutinrent la formation du Women's Klu Klux Klan.
Les femmes utilisaient des brochures d'information à propos des croyances du Klan afin de recruter de nouveaux membres. Ces brochures sont désormais utilisées comme outils de recherche pour étudier l'état d'esprit des Klanswomen, puisqu'il existe très peu d'informations sur les personnes impliquées.
De nos jours, les femmes sont recrutées à un degré bien moindre qu'auparavant. Les hommes détiennent le plus de pouvoir, en limitant fortement l'influence des femmes dans leur vie politique et leur propagande.

## Conflits internes
Des conflits ont ébranlé le WKKK durant sa deuxième vague et sa vague moderne, ayant notamment trait à la place des femmes dans l'organisation et à des scandales financiers.
Les hommes et les femmes avaient des programmes similaires, mais étaient souvent confrontés à des conflits concernant la répartition des cotisations. Des affaires liées à la mauvaise gestion financière et à des pratiques illicites ont été portées devant les tribunaux en Arkansas, dans le Michigan et en Pennsylvanie. Beaucoup d'hommes étaient en désaccord avec l'ouverture du Klan aux femmes, jugeant que cette pratique allait à l'encontre des croyances du Klan. Les hommes du Klan n'apprécièrent pas les moqueries de la part de personnes extérieures, reçues pour avoir permis aux femmes d'avoir une voix dans la politique et pour les avoir sorties de leur rôle au sein du foyer.
Durant la même période, Alice B. Cloud et deux autres membres du Klan déposèrent en 1925 une plainte contre la dirigeante du WKKK, Robbie Gill Venu et de son mari, en affirmant qu'ils avaient utilisé des fonds de l'organisation à des fins personnelles. Lors de l'enquête des dossiers financiers de la WKKK, la cour constata que près de 70 000 dollars de fonds avaient été dépensés inutilement et pour un usage personnel. Le WKKK commença alors à être abandonné par ses membres, tout comme d'autres organisations auxiliaires, en raison de problèmes internes au Klan, de la concurrence entre les dirigeants et de la corruption financière. Les femmes furent aussi inquiètes de l'augmentation de la violence au sein du Klan, ce qui les incita à quitter le Klan.
Des conflits sont également survenus au cours de vague moderne concernant l'équité entre les sexes, puisque le Klan adhère à une morale conservatrice, incluant le refus du divorce et en insistant sur l'importance de l'autorité masculine au foyer comme en politique. Aujourd'hui, dans le mouvement, de nombreuses Klanswomen prétendent que l'organisation ne soutient pas les femmes dans leurs pratiques, et qu'elles se sentent contraintes par les limites fixées avant elles par les Klansmen. Beaucoup de femmes du Klan moderne ne souhaitent pas que leurs filles en fassent partie, jugeant que les femmes n'y sont pas correctement respectées.